# Lille Vildmose
Koordinaten: 56° 50′ 35″ N, 10° 15′ 40″ O
Lille Vildmose (dt. Kleines Wildmoor) ist ein Hochmoor in Himmerland im östlichen Nordjütland. Es liegt etwa 25 km südöstlich von Aalborg nahe der Kattegatküste. Es ist Teil des Natura 2000-Schutzgebiets Nr. 17 („Lille Vildmose, Tofte Skov og Høstemark Skov“), das 2007 eingerichtet wurde und mit 7.800 Hektar Dänemarks größtes FFH-Schutzgebiet bildet.
Große Flächen gehören der gemeinnützigen Umweltstiftung Aage V. Jensen Naturfond.

## Flora

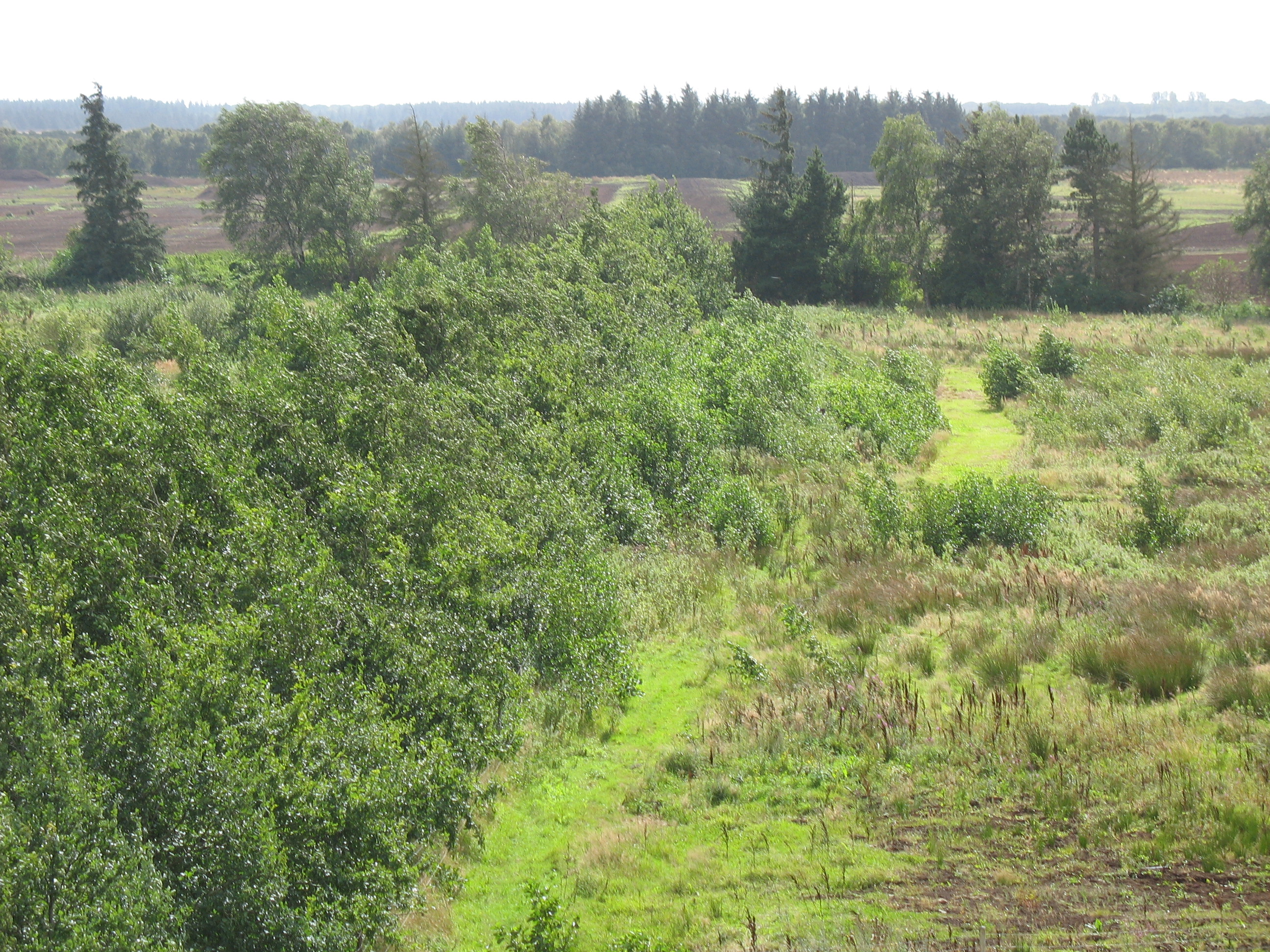
Ansicht des Lille Vildmose

Von den ursprünglich 5.000 Hektar befinden sich heute noch ungefähr 2.000 Hektar im Naturzustand. Damit ist das Gebiet das größte intakte Hochmoorareal innerhalb der nordeuropäischen Laubwaldzone.
Die Vegetation der Hochmoorfläche wird von verschiedenen Sphagnum-Arten, Wollgras und Zwergsträuchern dominiert. Nur vereinzelt treten niedrige Moorbirken und Bergkiefern auf.
Das Zentrum des Moores ist von trockenen Bulten und feuchten Schlenken beherrscht. Am Rande des Moores sind feuchte, nährstoffarme Abschnitte mit saurem Boden anzutreffen, die als Laggzone bezeichnet werden. Hier wachsen neben Pfeifengras auch Birken und Erlen. Diese Zone ist mancherorts gut erhalten, was selbst in naturnahen Hochmooren eher selten der Fall ist.
Insgesamt hat der Torf in dem ungestörten, südlichen Moorabschnitt eine Mächtigkeit von 5 Metern. Im Norden des Gebietes beträgt die Mächtigkeit meistenteils zwischen 1,50 m und 2 m.
Östlich von Kongstedlund liegen die Seen Lillesø und Toftesø, in dem Gebiet des heutigen Vildemosegård die nunmehr ausgetrockneten Seen Birkesø und Møllesø. Ursprünglich befanden sich noch weitere Seen im Vildmose, die jedoch alle verlandet sind.

## Fauna
Die Moorflächen nördlich von Toftesø und Lillesø und die renaturierten Areale nördlich und östlich der Torfabbaugebiete sind Brut- und Rastgebiete zahlreicher Vogelarten, darunter Rohrweihe, Wiesenweihe, Kranich, Fasan und Kormoran. Im Süden des Gebietes, nahe der Küste und nördlich von Øster Hurup direkt an der Sekundärroute 541 befindet sich ein Aussichtsturm zur Vogelbeobachtung.
1998 brüteten erstmals Steinadler im Wald Tofte Skov, ein zweites Paar ließ sich im Høstemark Skov nieder. Da in Dänemark insgesamt nur drei Paare regelmäßig brüten, werden ihre Lebensbedingungen und Aufzuchten wissenschaftlich eingehend begleitet.
Im Lille Vildmose leben etwa 550 Rothirsche, außerdem Rehe, Wildschweine, Fischotter, Füchse und Seeadler. Auch Wölfe und Goldschakale wurden schon gesichtet.
Am 23. Juni 2016 wurden zunächst fünf junge Elche in dem Gebiet ausgewildert; weitere sieben sollten im Herbst folgen. Bis 2020 hatten sie sich auf etwa 25 Stück vermehrt. Abgesehen davon, eine Attraktion für Naturfreunde zu bieten, sollen die Elche die Ausbreitung von Gehölzen bremsen. Die Tiere stammen aus Südschweden und kommen genetisch den Elchen sehr nahe, die einst – bis zu ihrer Ausrottung – in Dänemark lebten.
2019 wurden vier Wisente (ein Bulle, zwei Kühe und ein Kalb) der reinerbigen Flachlandlinie aus einem Schutzgebiet südlich von Randers in Lille Vildmose ausgesetzt. Sie sollen sich dort auf etwa 15 bis 20 Tiere vermehren. Im März 2021 wurden weitere neun Wisente ausgewildert, die aus den Niederlanden stammen.

## Entstehungsgeschichte

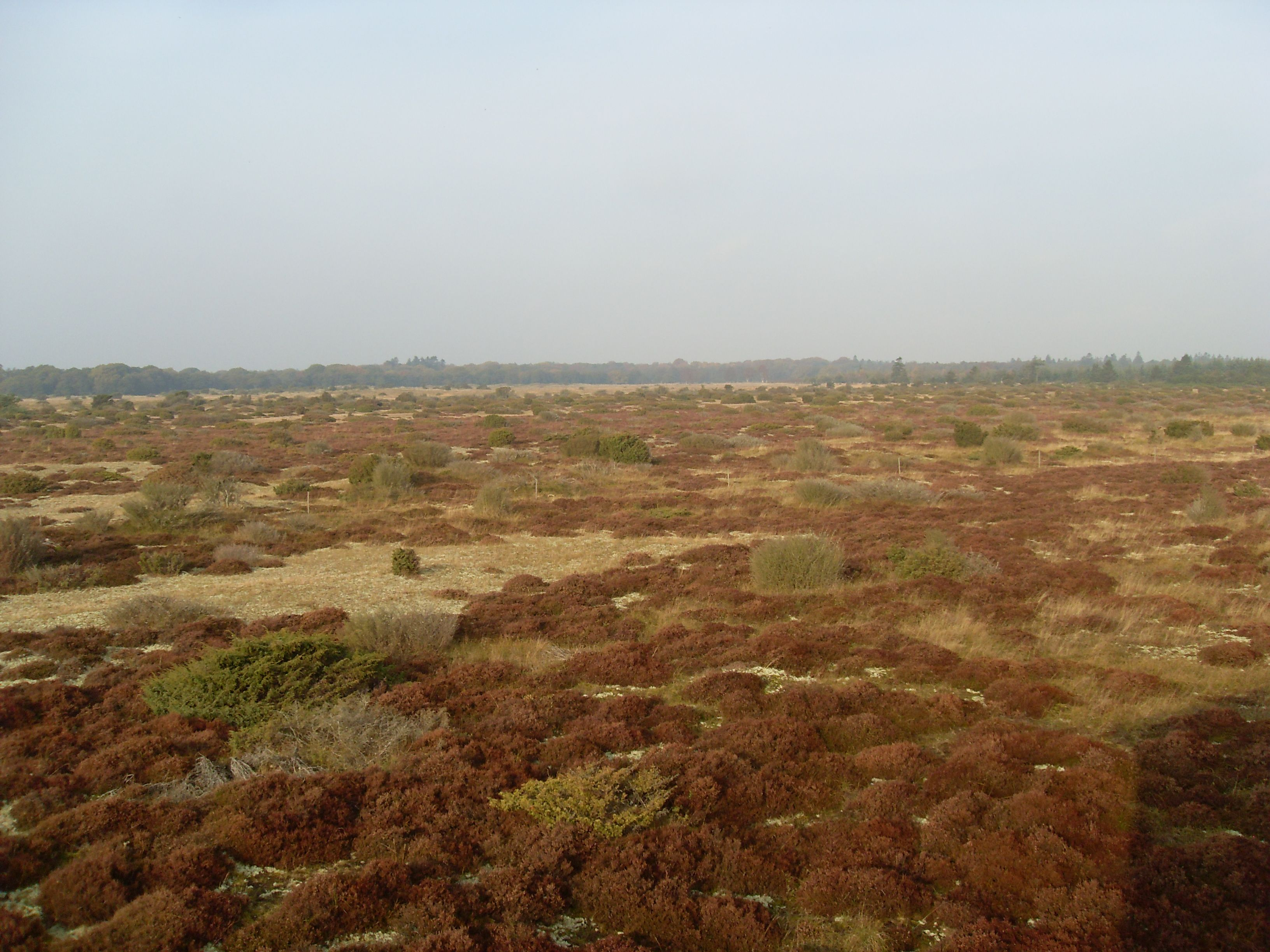
Moorlandschaft vom Aussichtsturm nördlich von Øster Hurup

Unter den Torflagen des Moores befinden sich Küstenablagerungen des Littorina-Meeres, das vor ca. 7.000 Jahren das Gebiet bedeckte. Vor etwa 2.500 Jahren wurde dieser Teil des Meeres jedoch von Nehrungen und Strandwällen vom Kattegat abgeschnürt und es entstand eine Brackwasser-Lagune.
Im Laufe der anhaltenden Landhebung wurde die Lagune vollständig vom Meer abgeschnitten und entwickelte sich zu einem flachen See mit dichter Schilfvegetation. In höher gelegenem Uferbereich entstand allmählich ein Waldgebiet, in dem die eingewanderten Baumarten Erle, Birke, Eiche und Kiefer vorherrschten.
Im Laufe der Zeit veränderte sich der Charakter der Vegetation, da das Klima feuchter wurde. Das Schilfrohr wurde insbesondere von Torfmoos, Moosbeere und Fieberklee abgelöst. Etwas später wanderten unter anderem Besenheide, Glockenheide, Krähenbeere und Moor-Wollgras ein.
Der Beginn der Moorbildung kann auf etwa 500 n. Chr. datiert werden. Bis in das 18. Jahrhundert verlief die Torfbildung weitgehend unbeeinflusst durch menschliche Eingriffe, die seither in Form von Drainage, Torfabbau und Flächengewinnung für die Landwirtschaft fortwährend stattfanden, bis die Reste des Hochmoores gegen Ende des 20. Jahrhunderts unter Schutz gestellt wurden. Gleichwohl wird auch heute noch Torf zur Verwertung als Torfmull abgebaut. Neubildung von Torf findet nur noch im südlichen Abschnitt des Hochmoores statt.
Während des Zweiten Weltkrieges wurde eine eigene Torfbahn errichtet, mit der das gewonnene Torf über eine bei Gudumholm an die Bahnstrecke Aalborg–Hadsund angeschlossene Stichbahn abtransportiert werden konnte.

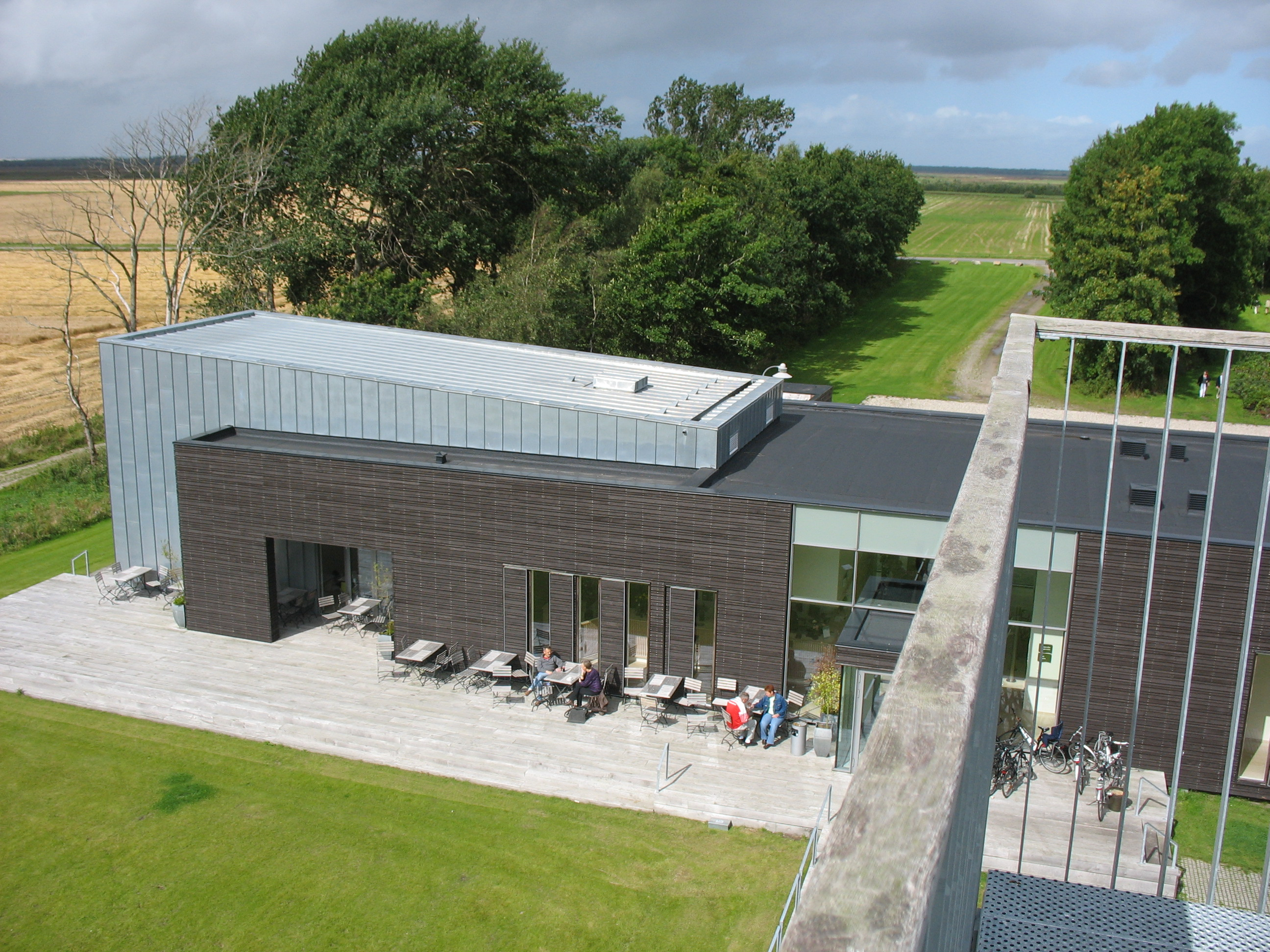
Besucherzentrum Lille Vildmose Centret

## Besucherzentrum
Das Betreten des Gebietes auf öffentlichen Wegen ist erlaubt. Das Besucherzentrum Lille Vildmose Centret bietet von März bis November naturkundliche und kulturgeschichtliche Informationen. Außerdem werden von hier aus regelmäßig Naturwanderungen angeboten.